# 암라트 콜라
암라트 콜라(Amrat Cola)는 파키스탄의 미네랄 워터 보틀링 플랜트(Pakistan Mineral Water Bottling Plant)에서 제조되는 콜라이다.
암라트는 또한 오렌지에이드와 레모네이드를 생산한다.